# Смена вех

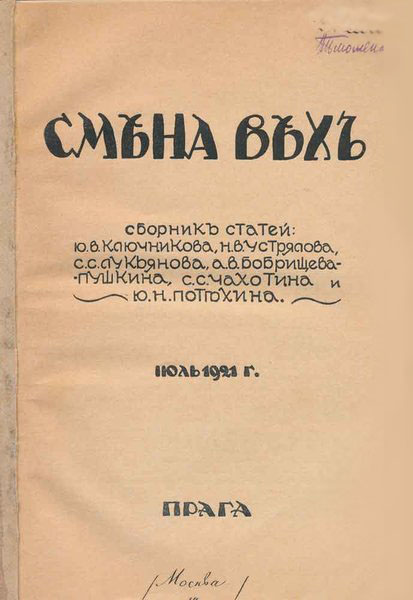
Обложка журнала
«Смена Вех». Июль, 1921 года. Прага

«Сме́на вех» (рус. дореф. Смѣна вѣхъ) — сборник публицистических статей философско-политологического содержания, опубликованный в Праге в  июле 1921 года видными представителями либерального направления в общественной мысли русской эмиграции. 
Полемически отталкиваясь от созданного в предшествующий исторический период аналогичного сборника «Вехи», участники «Смены вех» предприняли попытку осмыслить роль российской интеллигенции в новых политико-экономических условиях. 
Общей идеей сборника стала мысль о возможности принятия большевистской революции и примирения с её результатами ради сохранения единства и мощи российского государства. Сборник «Смена вех» дал импульс к появлению в эмиграции идейно-политического течения «сменовеховства».
Все шестеро авторов сборника вернулись в СССР. Пятеро из них были расстреляны. Единственным исключением стал С. С. Чахотин, вернувшийся в СССР уже при Хрущёве.

## Состав сборника
- Юрий Вениаминович Ключников. Смена вех
- Николай Васильевич Устрялов. Patriotica
- Сергей Сергеевич Лукьянов. Революция и власть
- Александр Владимирович Бобрищев-Пушкин. Новая вера
- Сергей Степанович Чахотин. В Каноссу
- Юрий Николаевич Потехин. Физика и метафизика русской революции

Один из идеологов общественно-политического течения «сменовеховства» — Сергей Лукьянов, соредактор сборника «Смена Вех», впоследствии участвовал в создании журналов  «Наш Союз» (Париж) и ежедневной газеты «Накануне» (Берлин).
С. С. Лукьянов исключил возможность противопоставления в большевистском руководстве партийных лидеров по национальной принадлежности, как и вообще намёки на возможность национального конфликта внутри советского правительства, на что во многом делала ставку эмиграция.
Изменение ориентации большевиков после Гражданской войны и провозглашение новой экономической политики, считал Лукьянов, объясняется изменением их социальной базы. Русские рабочие и крестьяне на собственном опыте убедились в экономической необходимости единства России и прониклись национальным сознанием высокого русского подвига, несущего освобождение угнетённых во всём мире.

## Последующая реакция
Появление сборника «Смена вех» приветствовал Анатолий Луначарский в статье «Смена вех интеллигентской общественности», констатировавший, однако, что

интеллигенция за эти 4 года постепенно примирилась с очевидно неотвратимой бедой, какой являлась для большинства её столь «неудобная» революция. В целом, в массе, у интеллигенции не хватало подъема для её правильной оценки. Этого исторического факта не могут скрыть от нас никакие последующие явления, и грех интеллигентского Содома не искупят отдельные праведники.

Просоветскую переориентацию части русской эмиграции приветствовали и другие публицисты и государственные деятели СССР. Сборник «Смена вех» был оперативно переиздан в Советском Союзе.
После выхода сборника «Смена вех» в Париже в 1921—1922 годах вышло 20 номеров одноимённого эмигрантского журнала, пропагандирующего идеи движения, — как утверждают некоторые исследователи, журнал финансировался из СССР и по настоянию из СССР же был прекращён; на смену ему пришла берлинская газета «Накануне».
Русская Белая эмиграция стала категорическим противником сменовеховства и выдвинула в качестве антипода этого идейно-политического течения идею Непримиримости. Наиболее активно с позиции Непримиримости выступил Русский Обще-Воинский Союз (РОВС) — крупнейшая организация Русского Зарубежья, основанная генералом П. Н. Врангелем.

## Судьба авторов
Шестеро авторов «Смены вех» в итоге вернулись в СССР, и пятерых из них расстреляли во время Большого террора 1930-х. 
Единственным исключением стал биолог Сергей Чахотин, который переехал в СССР только после смерти Сталина, в 1958 году.

## Современные оценки
До сих пор идут споры, было ли сменовеховское движение инспирировано большевиками или они его просто использовали для разложения антисоветской эмиграции. После провала первого варианта преобразования России, так называемого военного коммунизма, большевиками была провозглашена новая экономическая политика — нэп. В рамках реализации этой новой программы объединенная зарубежная эмиграция представляла определенную опасность для большевиков. Поэтому предпринимались различные усилия для ликвидации или нейтрализации её.